# 신근본주의
신근본주의(New Fundamentalism)혹은 후기 근본주의란 근본주의적 전통에 근거한 교리를 주장하면서도 배타적 혹은 대립적 기질을 특징하는 신학운동이다. 대표적인 인물로 칼 매킨타이어(Carl McIntire, 1906-2002), 제리 폴웰(Jerry Falwell, 1933-2007)와 같은 인물이다. 학문적 활동의 저조와 소속된 교회의 단절로 명백을 이어가지 못하고 있다.

## 신근본주의의 특징
- 분리주의 사고의 심화
- 기독교의 사회적 참여에 배타적 성향
- 일반은총의 변혁적 사고의 부족

## 평가
신근본주의자들은 근본주의가 취했던 깊이 있는 신학 연구와 기독교 문화 창조 및 나아가 기독교의 사회 참여에 대한 일들에 매우 배타적인 성향을 취하였다. 뿐만 아니라 신근본주의는 다시금 온건한 근본주의자들과 독고적인 성향의 근본주의자들로 구분되기 시작했다. 온건한 근본주의자들은 대부분 침례교 계통의 지도자들이었다. 이들 가운데는 폴 웰, 잭 하일스, 리 로벨손, 존 로링과 같은 이들이 있었다. 이들은 근본주의가 고수하려는 독선과 아집에 대항해 개교회주의를 외치기 시작했으며, 나아가 교회 성장 운동에 관심을 쏟기 시작했다. 문제는 이들이 개교회주의와 교회 성장을 강조하다 보니 교리와 신앙에 대한 진리 수호 의식이 약해지게 되었다는 것이다. 그리고 어떠한 순간에는 자유주의 신학과 타협을 하게 되는 일들이 일어나게 되었다.
이들의 약점이라고 한다면 그들이 강조하던 교회 성장 운동으로 인하여 더 이상 교리는 교리로서의 기능을 다하지 못하게 되었고, 바른 교회의 개념이 수적으로 많은 교회의 개념으로 바뀌게 되었다는 것이다.

## 같이 보기
- 근본주의
- 복음주의
- 신복음주의
- 칼 매킨타이어
- 제리 폴웰
- 칼뱅주의